# For Those About to Rock
For Those About to Rock: Monsters in Moscow é um vídeo contendo performances ao vivo das bandas AC/DC, The Black Crowes, Metallica, Pantera e Esbjörn Svensson Trio, realizadas em 28 de setembro de 1991, no aeródromo de Tushino, em Moscou, poucos dias após a tentativa fracassada do Golpe de Agosto, e organizado pelo festival Monsters of Rock. Cerca de 1.600.000 fãs de rock convergiram em Moscou, para desfrutar do primeiro concerto de rock ao ar livre.
For Those About To Rock... We Salute You: Monsters in Moscow também oferece um olhar sobre os esforços do Exército russo para tentar adiar o concerto (não mostrado na versão em VHS original). Foi lançado em VHS em 1993 e relançado em DVD em 2006.

## Faixas

### AC/DC
1. Back in Black
2. Highway to Hell
3. Whole Lotta Rosie
4. For Those About to Rock (We Salute You)

#### Interpretes
- Brian Johnson : vocal
- Angus Young : guitarra solo
- Malcolm Young : guitarra rítmica
- Cliff Williams : baixo
- Chris Slade : bateria

### Metallica
1. Enter Sandman
2. Creeping Death
3. Fade to Black

#### Interpretes
- James Hetfield : Vocal e Guitarra Rítmica
- Kirk Hammett : Guitarra Solo
- Jason Newsted : Baixo
- Lars Ulrich : bateria

### Pantera
1. Cowboys from Hell
2. Primal Concrete Sledge
3. Psycho Holiday

### The Black Crowes
1. Stare It Cold
2. Rainy Day Woman

### Esbjörn Svensson Trio
1. Bully